# Assonime
L'Assonime è l'associazione per le società per azioni italiane.
Si occupa dello studio e della trattazione dei problemi che riguardano gli interessi e lo sviluppo dell'economia italiana.

## Storia
Si costituisce il 22 novembre del 1910 per volontà di 53 imprenditori, rappresentanti di 181 società anonime dell'epoca.
Nel 1958 partecipa alla Commissione nominata dal Ministro delle Finanze Ezio Vanoni, confermata da Roberto Tremelloni e poi da Giulio Andreotti, per contribuire alla redazione del Testo Unico delle imposte dirette. Alla fine degli anni sessanta la Commissione si occupa della redazione di un testo di delegazione legislativa che confluisce, poi, nella legge 9 ottobre 1971 n. 825.
Nel 1974 partecipa ai lavori che porteranno alla Legge n.216, con le nuove discipline in materia di azioni di risparmio e di ritenuta sui dividendi e la costituzione della CONSOB.

## Attività
L'associazione si occupa di: imposizione diretta e indiretta, diritto societario, mercato dei capitali e società quotate, attività di impresa e concorrenza.

## Gli uffici
- Piazza Venezia, 11 - 00187 Roma
- Via Michele Barozzi, 6 - 20122 Milano
- Rue de la Science, 21-23-25 - 1040 Bruxelles

## Presidenti
- Carlo Esterle (1910-1917)
- Dante Ferraris (1917-1919)
- Giuseppe Volpi (1919-1921)
- Giovanni Silvestri (1921-1922)
- Ettore Conti di Verampio (1922-1924)
- Alberto Pirelli (1924-1945)
- Giuseppe Paratore (1945-1952, 1957-1959)
- Enrico Marchesano (1952-1957)
- Renato Lombardi (1959-1970)
- Marcello Rodinò (1970-1975)
- Emanuele Dubini 1975-1989)
- Guido Carli (1989-1991)
- Pietro Marzotto (1991-1994)
- Umberto Zanni (1994-2001)
- Vittorio Merloni (2001-2005)
- Vittorio Mincato (2005-2009)
- Luigi Abete (2009-2013)
- Maurizio Sella (2013-2017)[1]
- Innocenzo Cipolletta (dal 2017-2021)
- Maria Patrizia Grieco (dal 2021)